# Kwak Dae-Sung
Kwak Dae-Sung (en coreano: 곽대성; 13 de febrero de 1973) es un deportista surcoreano que compitió en judo.
Participó en los Juegos Olímpicos de Atlanta 1996, obteniendo una medalla de plata en la categoría de –71 kg. Ganó una medalla en el Campeonato Mundial de Judo de 1995, y tres medallas en el Campeonato Asiático de Judo entre los años 1995 y 1997.

## Palmarés internacional
| Juegos Olímpicos    | Juegos Olímpicos             | Juegos Olímpicos | Juegos Olímpicos |
| Año                 | Lugar                        | Medalla          | Categoría        |
| ------------------- | ---------------------------- | ---------------- | ---------------- |
| 1996                | Atlanta (Estados Unidos)     | Medalla de plata | –71 kg           |
| Campeonato Mundial  |                              |                  |                  |
| Año                 | Lugar                        | Medalla          | Categoría        |
| 1995                | Chiba (Japón)                | Medalla de plata | –71 kg           |
| Campeonato Asiático |                              |                  |                  |
| Año                 | Lugar                        | Medalla          | Categoría        |
| 1995                | Nueva Delhi (India)          | Medalla de plata | –71 kg           |
| 1996                | Ciudad Ho Chi Minh (Vietnam) | Medalla de oro   | –71 kg           |
| 1997                | Manila (Filipinas)           | Medalla de oro   | –71 kg           |